# Портвих, Рамона
Рамона Портвих (нем. Ramona Portwich; род. 5 января 1967, Росток) — немецкая гребчиха-байдарочница, выступала за сборные ГДР и Германии в конце 1980-х — середине 1990-х годов. Трёхкратная олимпийская чемпионка, тринадцатикратная чемпионка мира, победительница многих регат национального и международного значения. Также известна как тренер по гребле на байдарках и каноэ.

## Биография
Рамона Портвих родилась 5 января 1967 года в городе Росток. Активно заниматься греблей на байдарках начала в раннем детстве, проходила подготовку в местном спортивном клубе «Эмпор» и позже в каноэ-клубе «Лиммер» в Ганновере. 
Первого серьёзного успеха на взрослом международном уровне добилась в 1987 году, когда попала в основной состав национальной сборной ГДР и побывала на домашнем чемпионате мира в Дуйсбурге, откуда привезла награду золотого достоинства, выигранную на полукилометровой дистанции в зачёте четырёхместных байдарок. Благодаря череде удачных выступлений удостоилась права защищать честь страны на летних Олимпийских играх 1988 года в Сеуле — в итоге завоевала здесь золотую медаль в четвёрках совместно с Биргит Шмидт, Анке Нотнагель и Хайке Зингер. За это выдающееся достижение награждена золотым орденом «За заслуги перед Отечеством».
В 1989 году Портвих выступила на чемпионате мира в болгарском Пловдиве, где слала чемпионкой в двойках на пяти километрах. На мировом первенстве 1990 года в польской Познани одержала победу сразу в трёх женских дисциплинах: в двухместных байдарках на полукилометровой и пятикилометровой дистанциях, а также в четырёхместных на полукилометровой. Год спустя на аналогичных соревнованиях в Париже, представляя уже команду объединённой Германии, в точности повторила прошлогодний результат. Будучи в числе лидеров немецкой национальной сборной, благополучно прошла квалификацию на Олимпийские игры 1992 года в Барселоне — в составе четырёхместного экипажа, куда кроме неё вошли гребчихи Анке фон Зек, Биргит Шмидт и Катрин Борхерт, завоевала на дистанции 500 метров серебряную медаль, уступив в решающем заезде лишь команде Венгрии, тогда как в двойках с фон Зек удостоилась золота, победив всех соперниц. 
После двух Олимпиад Портвих осталась в основном составе немецкой гребной команды и продолжила принимать участие в крупнейших международных регатах. Так, в 1993 году она выступила на чемпионате мира в Копенгагене, где пыталась вновь одержать три победы во всех трёх своих дисциплинах, однако на этот раз в двойках на пятистах метрах вынуждена была довольствоваться бронзой. В следующем сезоне на мировом первенстве в Мехико в четвёрках взяла серебро на двухстах метрах и золото на пятистах. Затем на чемпионате мира в Дуйсбурге победила на полукилометровой дистанции среди двоек и четвёрок, став таким образом тринадцатикратной чемпионкой мира. В 1996 году отправилась представлять страну на Олимпийских играх в Атланте — в программе двухместных экипажей завоевала серебро в паре с Биргит Фишер, а в четырёхместных с Фишер, Анетт Шук и Мануэлой Мукке удостоилась золота. Вскоре после этой Олимпиады Рамона Портвих приняла решение завершить карьеру профессиональной спортсменки, уступив место в сборной молодым немецким гребчихам.
Помимо спринтерских гребных дисциплин, Портвих также пробовала силы в марафонских. Например, на марафонском чемпионате мира по гребле на байдарках и каноэ в шведском городе Ваксгольме она выиграла серебряную медаль в двойках. Начиная с 1997 работала тренером по гребле.